# Municipio de Colon
El municipio de Colon (en inglés: Colon Township) es un municipio ubicado en el condado de St. Joseph en el estado estadounidense de Míchigan. En el año 2010 tenía una población de 3329 habitantes y una densidad poblacional de 35,38 personas por km².

## Geografía
El municipio de Colon se encuentra ubicado en las coordenadas 41°56′55″N 85°21′8″O / 41.94861, -85.35222. Según la Oficina del Censo de los Estados Unidos, el municipio tiene una superficie total de 94.1 km², de la cual 88,98 km² corresponden a tierra firme y (5,44 %) 5,12 km² es agua.

## Demografía
Según el censo de 2010, había 3329 personas residiendo en el municipio de Colon. La densidad de población era de 35,38 hab./km². De los 3329 habitantes, el municipio de Colon estaba compuesto por el 97,96 % blancos, el 0,21 % eran afroamericanos, el 0,21 % eran amerindios, el 0,39 % eran asiáticos, el 0,15 % eran de otras razas y el 1,08 % eran de una mezcla de razas. Del total de la población el 0,87 % eran hispanos o latinos de cualquier raza.